# Ágætis byrjun
| Совокупная оценка | Совокупная оценка |
| Источник          | Оценка            |
| ----------------- | ----------------- |
| Metacritic        | (87/100)          |
| Оценки критиков   |                   |
| Источник          | Оценка            |
| Allmusic          | [ 2 ]             |
| Robert Christgau  | (B)               |
| Pitchfork Media   | (9.4/10)          |
| PlayLouder        | (positive)        |
| Rolling Stone     | [ 6 ]             |
| Slant Magazine    | [ 7 ]             |
| musicOMH          | [ 8 ]             |
| NME               | (7/10)            |
| Spin              | (8/10)            |

Ágætis byrjun (в переводе с исланд. — Хорошее начало) — второй студийный альбом исландской группы Sigur Rós, вышедший в 1999 году. Запись проходила между летом 1998 года и весной 1999 года. Продюсированием занимался Кен Томас. Альбом ознаменовал отход от стилистики предыдущего альбома Von, где звуковые ландшафты были заменены игрой на гитаре смычком для виолончели и оркестром.
Альбом стал прорывным в коммерческом и в критическом плане. Выпущен в Великобритании в 2000 году, в США в 2001 году. В первый год релиза было продано 10 000 копий, тем самым группа заработала платиновый статус.

## Композиции
«Intro» включает перевёрнутый семпл с «Ágætis byrjun».
«Svefn-g-englar» является самой известной композицией с этого альбома. Композиция включает в себе характерное звучание игры на гитары смычком с сильным реверберацией. В лирике поётся о процессе рождения от новорождённого.
«Starálfur» является более оркестровой композицией в этом альбоме. В создании участвовали профессиональный ансамбль, что было странным опытом для группы. Для написания нотной грамоты, Кьяртан использовал «очень плохой нотный редактор». Струнная часть композиции имеют технику палиндрома; они одинаково звучат в нормальном направлении и задом наперед. Также трек является ускоренной версией, поэтому вокал имеет «немного детское звучание».
«Flugufrelsarinn» считается первой записанной композицией для этого альбома. В лирике поётся о воспоминаниях детства Аугуста, как он спасал утопающих мух.
«Hjartað hamast (bamm bamm bamm)» является одним из старых треков. Демо-версия трека датируется 1995 годом. Изначально группа не хотела включить трек в альбом, ибо они не были довольны результатом.
«Viðrar vel til loftárása» является самой долгой композицией в альбоме. Оригинальная запись была записана на магнитной ленте, которая в то время была дорогой и 15 минут длиной. Поэтому трек пришлось записать на 15 минут, чтобы не оставалось лишнего места, которого не было куда использовать. Позже пришлось трек срезать, ибо бы не поместилось в CD-формат.
«Olsen Olsen» является единственным треком в альбоме, в котором использовался выдуманный «хоупландский язык», в котором отсутствует смысл. Авторы называют композицию «счастливой песней». Также рифф для бас-партии был вдохновлён Нирваной, в особенностью трек «Come As You Are». Трек был написан в 1996 году в Дании, тогда ещё в составе трио.
«Ágætis byrjun» является «простой песней». В лирике поётся о мальчике, который получил их первый альбом, Von, зашёл в кафе, дал продавцу альбом и попросил включить.
«Avalon» является эмбиент композицией, финалом. Является очень замедленной версией трека «Starálfur» в 400 %.

## Список композиций
| №   | Название                                                                | Длительность |
| --- | ----------------------------------------------------------------------- | ------------ |
| 1.  | «Intro»                                                                 | 1:36         |
| 2.  | «Svefn-g-englar» ("Sleepwalkers")                                       | 10:04        |
| 3.  | «Starálfur» ("Staring elf")                                             | 6:46         |
| 4.  | «Flugufrelsarinn» ("The fly's saviour")                                 | 7:48         |
| 5.  | «Ný batterí» ("New batteries")                                          | 8:06         |
| 6.  | «Hjartað hamast (bamm bamm bamm)» ("The heart pounds (boom boom boom)") | 7:08         |
| 7.  | «Viðrar vel til loftárása» ("Good weather for an airstrike")            | 10:13        |
| 8.  | «Olsen Olsen»                                                           | 8:03         |
| 9.  | «Ágætis byrjun» ("A good beginning")                                    | 7:39         |
| 10. | «Avalon»                                                                | 4:01         |